# Yuji Nakagawa
Yuji Nakagawa (中川 雄二 Nakagawa Yūji?, nacido el 22 de octubre de 1978 en Ube, Yamaguchi) es un exfutbolista japonés. Jugaba de guardameta y su único club fue el Kataller Toyama de Japón.

## Trayectoria

### Clubes
| Club            | País  | Año         |
| --------------- | ----- | ----------- |
| Kataller Toyama | Japón | 2001 - 2010 |